# 佩里托
佩里托（義大利語：Perito），是意大利萨莱诺省的一个市镇。总面积23平方公里，人口1044人，人口密度45.4人/平方公里（2009年）。ISTAT代码为065092。